# Donald Sinden
Donald Sinden, né le 9 octobre 1923 à St Budeaux (en), Plymouth (Royaume-Uni), et mort le 11 septembre 2014 , à Romney Marsh, Kent (Royaume-Uni), est un acteur britannique.

## Biographie
Il est fait chevalier en 1997.

## Filmographie

### Cinéma
- 1948 : Le Mystère du camp 27 (Portrait from Life) de Terence Fisher
- 1953 : A Day to Remember : Jim Carver
- 1953 : La Mer cruelle (The Cruel Sea) : Lockhart
- 1953 : Mogambo : Donald Nordley
- 1954 : Folle des hommes (Mad About Men) : Jeff Saunders
- 1954 : The Beachcomber : Ewart Gray
- 1954 : Toubib or not Toubib (Doctor in the House) : Benskin
- 1954 : Le Prisonnier du harem (You Know What Sailors Are) : Lt. Sylvester Green
- 1955 : An Alligator Named Daisy : Peter Weston
- 1955 : Josephine and Men : Alan Hartley
- 1955 : Simba : Inspecteur Drummond
- 1955 : Above Us the Waves : Lt Tom Corbett
- 1956 : Eyewitness : Wade
- 1956 : Le Secret des tentes noires (The Black Tent) : Col. Sir Charles Holland
- 1956 : Tiger in the Smoke : Geoffrey Leavitt
- 1957 : Rockets Galore! : Hugh Mander
- 1957 : Toubib en liberté (Doctor at Large) : Benskin
- 1959 : Operation Bullshine : Lt. Gordon Brown
- 1959 : The Captain's Table : Shawe-Wilson
- 1960 : Your Money or Your Wife : Pelham Butterworth
- 1960 : The Siege of Sidney Street : Mannering
- 1962 : Twice Round the Daffodils : Ian Richards
- 1962 : Mix Me a Person : Philip Bellamy, QC
- 1968 : Decline and Fall... of a Birdwatcher : Prison Governor
- 1971 : Villain : Gerald Draycott
- 1972 : Rentadick : Armitage
- 1972 : Father Dear Father : Philip
- 1973 : The National Health (en) : Mr. Carr / Senior Surgeon Boyd
- 1973 : Chacal (The Day of the Jackal) : Mallinson
- 1974 : L'Île sur le toit du monde (The Island at the Top of the World) : Sir Anthony Ross
- 1975 : Le Veinard de Christopher Miles : Général Armstrong
- 1990 : The Children (en) : Lord Wrench
- 1995 : Balto chien-loup, héros des neiges (Balto) : Doc (voix)
- 2003 : The Accidental Detective : Professeur Stein

### Télévision
- 1958 : The Frog (téléfilm) : Richard Gordon
- 1964 : Festival (en) (série) : Solinus, Duke of Ephesus
- 1963 : Our Man at St. Mark's (série) : Rev. Stephen Young (1964-1966)
- 1965 : War of the Roses (série) : Richard Duke of York
- 1967: Le Prisonnier (série): le colonel (épisode Le retour).
- 1971 : The Organization (série) : David Pulman
- 1975 : Two's Company (série) : Robert
- 1978 : The Morecambe & Wise Show (série) : hôte de Butler of the Year (premier épisode)
- 1981 : All's Well That Ends Well (téléfilm) : King of France
- 1988 : The Rivals (téléfilm) : Sir Anthony Absolute
- 1996 : Treasure Seekers (téléfilm) : Old Wincott
- 1996 : Le Fantôme de Canterville (en) (téléfilm) : Mr. Umney
- 1996 : Cuts (téléfilm) : Sir Luke Trimmingham
- 1997 : Richard II (téléfilm) : Duke of York
- 1998 : Creche Landing (téléfilm) (voix)
- 1999 : Alice au pays des merveilles (Alice in Wonderland) (téléfilm) : The Gryphon (voix)
- 1999 : La Dynastie des Carey-Lewis : Nancherrow (Nancherrow) (téléfilm) : Robin Jarvis
- 2000 : How Proust Can Change Your Life (téléfilm)
- 2001 : Judge John Deed: Exacting Justice (téléfilm) : Sir Joseph Channing
- 2008 : Fusillé à l'aube (Shot at Dawn), 60e épisode de la série télévisée Inspecteur Barnaby : le colonel Henry Hammond